# Sainte-Marguerite-Lafigère
Sainte-Marguerite-Lafigère település Franciaországban, Ardèche megyében. Lakosainak száma 116 fő (2022. január 1.). Sainte-Marguerite-Lafigère Malarce-sur-la-Thines, Montselgues, Malons-et-Elze és Pied-de-Borne községekkel határos.

## Népesség
A település népessége az elmúlt években az alábbi módon változott:
| Lakosok száma | 172  | 129  | 91   | 79   | 92   | 101  | 107  | 113  | 113  | 116  |
|               | 1968 | 1982 | 1990 | 2006 | 2013 | 2015 | 2017 | 2019 | 2020 | 2022 |